# Boronia anethifolia
Boronia anethifolia är en vinruteväxtart som beskrevs av Allan Cunningham och Stephan Ladislaus Endlicher. Boronia anethifolia ingår i släktet Boronia och familjen vinruteväxter. Inga underarter finns listade i Catalogue of Life.